# Áfrínagán
Áfrínagán či áfríngán, avestánsky „blahořečení“ či áfrín „požehnání“ je zarathuštrický rituál a modlitba, která jej doprovází. Při obřadu se obětuje ovoce, květiny, mléko, víno a voda. První část jména obřadu je příbuzná s aprí, výrazem označujícím druh védských modliteb, které vyzývaly bohy aby se účastnili oběti.
Vykonává ho hlavní kněz (zód), který recituje všechny tři části modlitby, přičemž na druhou část se k němu přidává pomocný kněz (ráspí), který navíc přikládá do ohně santalové dřevo a vykuřovadla. V první části zód oznamuje počet modliteb ahunvar, který bude obřad zahrnovat, část den a den v měsíci kdy je obřad prováděn a božstvo či svátek, která bude vzýváno. Uvádí také ve jménu jaké osoby, živé či mrtvé, je rituál prováděn a na čí žádost. V druhé části zód recituje modlitby ahunvar a modlitby odpovídající části dne a dni v měsíci. V poslední části pak následuje jeden z jedenácti konkrétních afrigánů, věnovaný božstvu či svátku, podle kterého je určen také počet modliteb ahunvar:
- Dádár Ohrmazd „stvořitel Ahura Mazda“ (10)
- amahrspandové a jazdové (7)
- Síróza (2)
- Arták fravachš „spravedlivý fravaši“ (8)
- Bahman (2)
- Sróš (5)

Tyto modlitby mohou být prováděny jakýkoliv den, zatímco následující jsou určeny pro specifická data:
- rapithvín, recitováno mezi polednem a třetí odpolední v prvních sedmi měsících roku
- gáhánbár, recitováno o šesti svátcích v průběhu roku (4)
- gáthá, recitováno během posledních pěti dnů roku (8)
- Daham jazd, recitováno především za úsvitu čtvrtého dne po smrti zemřelého (7)
- Mínú Návar, recitováno knězem čtvrtý den až poslední den jeho zasvěcování

F. M. Kotwal a J. W. Boyd  uvádí poněkud odlišný seznam který se skládá pouze ze sedmi áfrínů. První tři tvoří celek a jsou věnovány fravašiům, buzurgán „hrdinům“ a amahrspandům, a jsou recitovány při výročích zesnutí či jiných výjimečných dnech. Následující áfriny jsou gáhanbár, rapithvín, mjazd (recitován ve dnech Mihra, Rašna, Vahráma, Arštáda a Anagrána) a Zardošt.